# Halboffene Spiele
|   | a | b | c | d | e | f | g | h |   |
| 8 |   |   |   |   |   |   |   |   | 8 |
| 7 |   |   |   |   |   |   |   |   | 7 |
| 6 |   |   |   |   |   |   |   |   | 6 |
| 5 |   |   |   |   |   |   |   |   | 5 |
| 4 |   |   |   |   |   |   |   |   | 4 |
| 3 |   |   |   |   |   |   |   |   | 3 |
| 2 |   |   |   |   |   |   |   |   | 2 |
| 1 |   |   |   |   |   |   |   |   | 1 |
|   | a | b | c | d | e | f | g | h |   |

Die Halboffenen Spiele werden mit e2–e4 eingeleitet, aber nicht mit e7–e5 beantwortet. Hier wird z. B. mit d7–d5 geantwortet.
Die Halboffenen Spiele sind eine Gruppe von Eröffnungen im Schachspiel. Diese Eröffnungen beginnen mit dem weißen Zug 1. e2–e4, auf den Schwarz anders als 1. … e7–e5 antwortet. Ihr Name leitet sich daraus ab, dass Linienöffnungen zwar seltener und nicht so schnell wie bei offenen Spielen auftreten, aber schneller als bei geschlossenen Spielen. In den ECO-Codes sind die halboffenen Spiele unter den Schlüsseln B00 bis C19 klassifiziert.

## Hintergrund
Mit Ausnahme der Französischen Verteidigung, die bereits vom Schachmeister François-André Danican Philidor bevorzugt wurde, haben sich die meisten Halboffenen Spiele erst seit etwa 1850 entwickelt. Zuvor wurden von den Schachspielern und Schachmeistern nahezu ausschließlich die Offenen Spiele gespielt.
Das Gefühl der Eingefahrenheit und das Schreckgespenst des Remistodes führten zu einer größeren Experimentierfreudigkeit und damit zur Weiterentwicklung des Schachspiels durch neue Eröffnungsvarianten.

## Gängige Eröffnungen
Die folgenden Eröffnungen gehören zu den gängigen der Halboffenen Spiele, grob angeordnet nach ihrer Beliebtheit und Anwendung in der Praxis:
- Sizilianische Verteidigung: 1. … c7–c5
- Französische Verteidigung: 1. … e7–e6
- Caro-Kann-Verteidigung: 1. … c7–c6
- Pirc-Ufimzew-Verteidigung: 1. … d7–d6
- Moderne Verteidigung: 1. … g7–g6
- Skandinavische Verteidigung: 1. … d7–d5
- Aljechin-Verteidigung: 1. … Sg8–f6
- Owen-Verteidigung: 1. … b7–b6
- Nimzowitsch-Verteidigung: 1. … Sb8–c6

## Selten gespielte Eröffnungen
Die anderen möglichen zehn Züge, mit denen Schwarz auf 1. e2–e4 antworten kann, sind kaum in der Turnierpraxis anzutreffen, das gilt für die Spielpraxis auf Großmeisterniveau ebenso wie für den Amateurbereich. Dies begründet sich dadurch, dass der Schwarzspieler ohnehin durch den weißen Anzugsvorteil leicht benachteiligt ist und dafür sorgen sollte, seine Figuren sinnvoll ins Spiel zu bringen. Erreicht wird dies zumindest durch eine gewisse Einflussnahme auf die zentralen Felder, sei es durch direkte Bauernvorstöße im Zentrum oder durch Flankenspiel wie in den Eröffnungen mit fianchettierten Läufern.
Eine Ausnahme bildet die Baker-Verteidigung, 1. … a7–a6, über die mit Zugumstellung in die Moderne Verteidigung übergegangen werden kann. Erwähnenswert sind weiterhin noch 1. … f7–f6 und 1. … Sg8–h6, beides in Verbindung (mit dem Plan Sh6–f7) ergibt eine seltene Randspringereröffnung. Die anderen Züge sind zu vernachlässigen, sie verlieren einen Bauern (b5, f5) oder schwächen die schwarze Stellung unnötig (a5, h5).

## Weiterführende Themen
- Geschlossene Spiele
- Offene Spiele
- Eröffnung